# Graisse d'ours

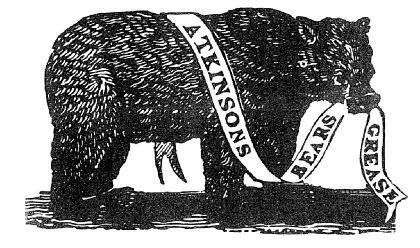
Marque déposée de la graisse d'ours Atkinsons and C°

La graisse d'ours était un traitement populaire pour les hommes qui perdaient leurs cheveux, pendant toute une période s'étendant au minimum du Moyen Âge jusqu'à la Première Guerre mondiale environ. On trouve ainsi une mention d'un traitement de la chute des cheveux par la graisse d'ours chez Hildegarde von Bingen, dans son Causae et curae, sive Liber compositae medicinae, où elle préconise de se frotter le crâne tout entier, et tout particulièrement les zones où les cheveux commencent à tomber, d'un mélange de graisse d'ours et de cendre de paille de blé ou de seigle. Beaucoup plus tard, Nicholas Culpeper, le botaniste et herboriste anglais, écrivait en 1653 dans son The Physician's Library « la graisse d'ours arrête la chute des cheveux » (« Bears Grease staies the falling off of the hair »). 
Le mythe de l'efficacité de la graisse d'ours reposait sur la croyance que, comme les ours sont très poilus, leur graisse permettrait d'aider à la pousse des cheveux. Un certain nombre de marques de cosmétiques vendaient de la graisse d'ours, comme la pommade à la graisse d'ours de la société Atkinsons de Londres. 